# 南聖羅
南 聖羅（みなみ せいら、2000年10月14日 - ）は、日本のモデル、タレント、YouTuber。

## 出演

### 番組
- 今日、好きになりました。（2018年、第13弾オーストラリア編ABEMA）

### 広告
- 花王「8×4ボディフレッシュ」WEBCM
- クボタ「LOVE米プロジェクト」WEBCM
- リクルート「ホットペッパービューティー」WEBCM

### メディア
- Popteen
- NYLON
- Zipper